# 1796
1796 (MDCCXCVI) byl rok, který dle gregoriánského kalendáře započal pátkem.

## Události
- 5. února – V Praze byla založena Společnost vlasteneckých přátel umění
- 12. dubna – V Černínském paláci v Praze vznikla Obrazárna Společnosti vlasteneckých přátel umění, předchůdkyně Národní galerie.
- 10. května – V bitvě u Lodi porazila francouzská armáda rakouskou.
- 14. května – Edward Jenner poprvé naočkoval osmiletého chlapce kravskými neštovicemi
- 1. června – Tennessee se stalo 16. státem USA.
- 5. srpna – V bitvě u Castiglione porazila francouzská armáda rakouskou.
- 15.–17. listopadu – V bitvě u Arcole porazila francouzská armáda rakouskou.
- 17. listopadu – Po 34 letech vlády zemřela ruská carevna Kateřina II. Veliká a na trůn nastoupil její syn Pavel I. Ruský.
- 7. prosince – V amerických prezidentských volbách zvítězil John Adams.

### Probíhající události
- 1789–1799 – Velká francouzská revoluce
- 1791–1804 – Haitská revoluce
- 1792–1797 – Válka první koalice
- 1792–1802 – Francouzské revoluční války

## Vědy a umění
- 14. května – Anglický lékař Edward Jenner poprvé použil vakcínu proti černým neštovicím získanou z kravských neštovic.
- Alois Senefelder vynalezl litografii.
- Jakub Jan Ryba složil Českou mši vánoční.
- V Paříži byl vydán román Jeptiška Denise Diderota.

## Narození

### Česko

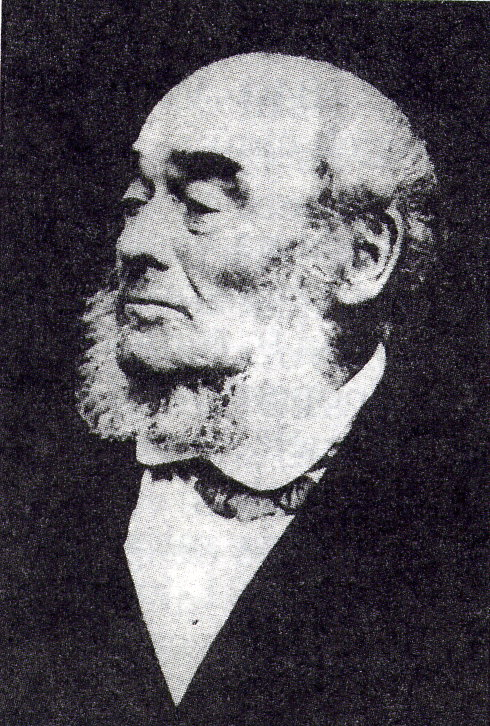
Václav Babinský (* 20. srpna)

- 07. ledna – Anton Haberler, rakousko-moravský právník a politik († 3. listopadu 1873)
- 16. února – Jakub Beer, velmistr řádu křižovníků s červenou hvězdou a politik († 13. června 1866)
- 02. dubna – Josef Myslimír Ludvík, kněz, historik a spisovatel († 1. ledna 1856)
- 11. května – Jan Norbert z Neuberka, šlechtic, národní buditel, sběratel umění († 3. srpna 1859)
- 14. června – Nikolaj Brašman, česko-rakousko-ruský matematik († 25. května 1866)
- 04. června – Johann Augustin Faltis, vynálezce a podnikatel v textilním průmyslu († 18. února 1874)
- 27. června – František Petr Krejčí, biskup pražský a politik († 4. července 1870)
- 11. srpna – Jan Norbert z Neuberka, šlechtic, úředník a národní buditel († 3. srpna 1859)
- 20. srpna – Václav Babinský, loupežník († 1. srpna 1879)
- 21. září – Marie Eleonora Windischgrätzová, šlechtična, manželka Alfreda Windischgrätze († 12. června 1848)
- 06. října – František Hašek, česko-rakouský rolník a politik († 12. srpna 1865)
- 15. října – František Šír, pedagog a národní buditel († 22. června 1867)
- 26. října – Martin Hassek, první volený starosta města Třebíč († 9. listopadu 1862)
- 04. listopadu – Eugen Karel Czernin z Chudenic, historik, topograf, velkostatkář a průmyslník († 11. června 1868)
- 06. listopadu – Franz Becher, rakouský politik německé národnosti z Čech († 14. června 1884)
- 10. listopadu – Severin Pfalz, německý malíř narozený v Čechách († po 1846)
- 20. listopadu – Anna Klicperová, vlastenka a ochotnická herečka, manželka Václava Klimenta Klicpery († 25. března 1837)
- 27. listopadu – Josef Franta Šumavský, buditel, spisovatel a lexikograf († 22. prosince 1857)
- 01. prosince – Bedřich Franz, fyzik, matematik a fotograf († 12. dubna 1860)
- 11. prosince – Tomáš Pštross, právník a úředník, purkmistr Prahy († 11. ledna 1876)
- 23. prosince – Karel Suchý, hodinář a obchodník († 21. února 1866)
- neznámé datum
  - Engelbert Eligius Richter, historik, teolog, rektor univerzity v Olomouci († 3. prosince 1866)
  - Karel Zimmermann, malíř a kreslíř († 16. srpna 1857)
  - Ignaz Paul, rakousko-český politik († 1868)

### Svět

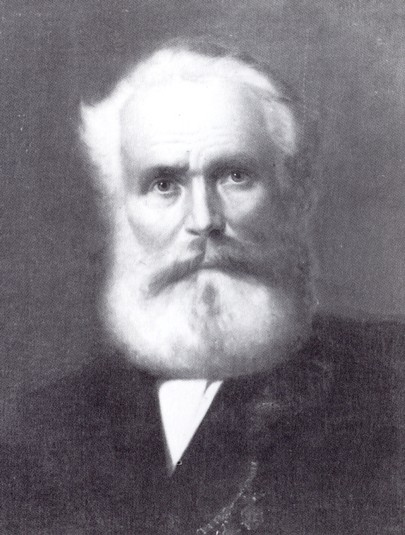
Michael Thonet (* 2. července)

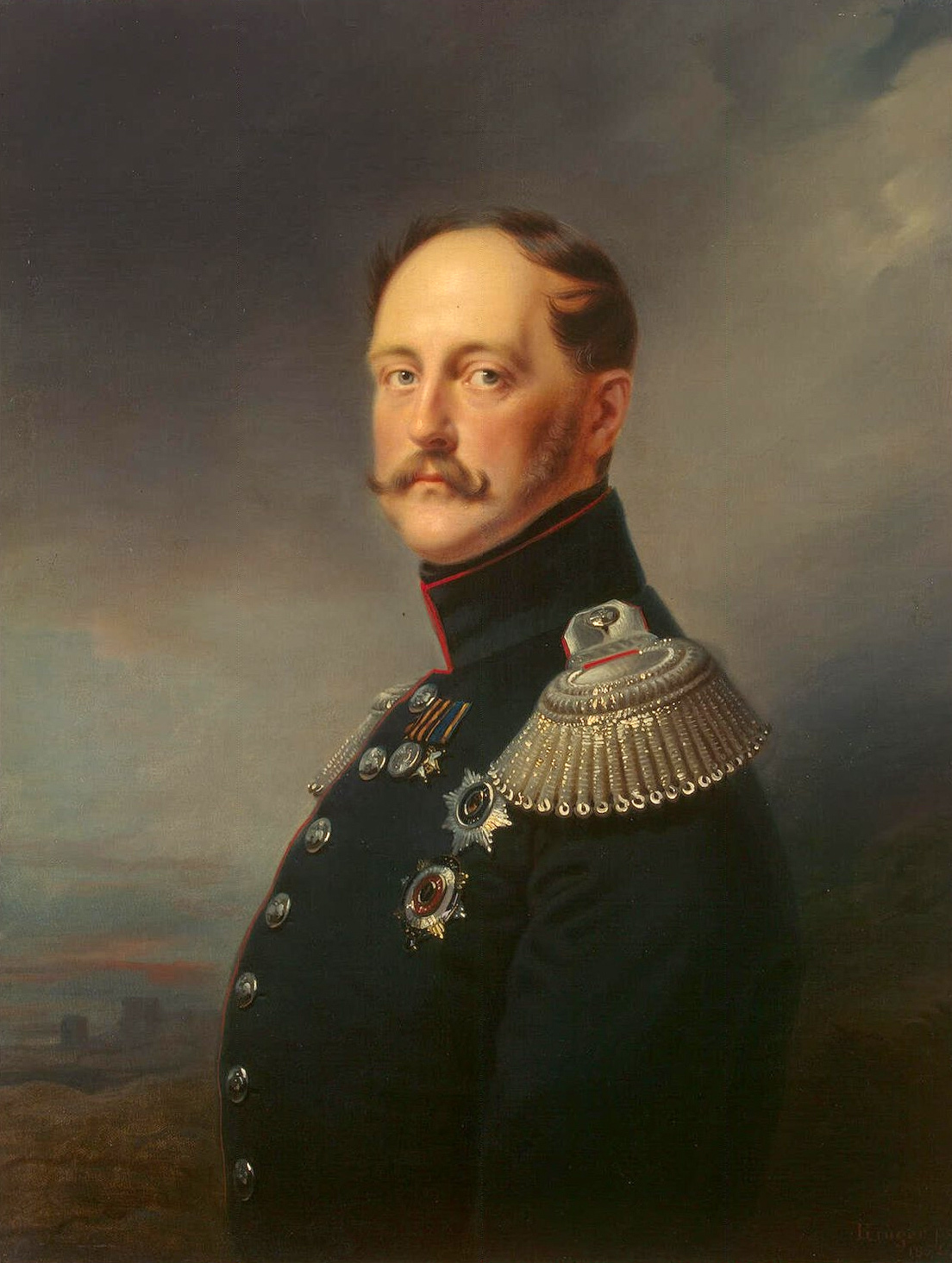
Mikuláš I. Pavlovič (* 6. července)

- 03. ledna – Johann Baptist Streicher, rakouský výrobce klavírů († 28. března 1871)
- 07. ledna – Šarlota Augusta Hannoverská, britská princezna († 6. listopadu 1817)
- 21. ledna – Marie Hesensko-Kasselská, meklenbursko-střelická vévodkyně († 30. prosince 1880)
- 25. ledna – William MacGillivray, skotský ornitolog († 4. září 1851)
- 28. ledna – Alois Fischer, rakouský politik a místodržící Horních Rakous († 8. dubna 1883)
- 08. února – Barthélemy Prosper Enfantin, francouzský inženýr, ekonom († 31. srpna 1864)
- 09. února – Samuel Jurkovič, slovenský učitel a propagátor družstevnictví († 13. července 1873)
- 11. února – Giovanni Pacini, italský operní skladatel († 6. prosince 1867)
- 17. února
  - Philipp Franz von Siebold, německý lékař a cestovatel († 18. října 1866)
  - Frederick William Beechey, anglický námořní důstojník († 29. listopadu 1856)
  - Josua Heilmann, francouzský vynálezce textilních strojů († 5. listopadu 1848)
- 22. února – Adolphe Quetelet, belgický astronom, statistik a sociolog († 17. února 1874)
- 26. února – Pjotr Fjodorovič Anžu, ruský admirál a polárník († 24. října 1869)
- 27. dubna – Marie Ferdinanda Saská, velkovévodkyně toskánská († 3. ledna 1865)
- 10. března
  - Matej Hrebenda, slovenský národní buditel a básník († 16. března 1880)
  - James Bowie, americký dobrodruh a účastník Texaské revoluce († 6. března 1836)
- 18. březen – Jakob Steiner, švýcarský matematik († 1. dubna 1863)
- 23. března – William Smith, anglický geolog († 28. srpna 1839)
- 24. března – Friedrich Adolph Haage, německý botanik a zahradník († 20. září 1866)
- 31. března – Hermann Hupfeld, německý teolog a orientalista († 24. dubna 1866)
- 20. dubna – Francis Thornhill Baring, britský politik († 6. září 1866)
- 27. dubna – Marie Ferdinanda Saská, toskánská velkovévodkyně († 3. ledna 1865)
- 02. května – Giuseppe Balducci, italský hudební skladatel († 1845)
- 04. května – William Hickling Prescott, americký historik († 28. ledna 1859)
- 26. května – Alois II. z Lichtenštejna, lichtenštejnský kníže († 12. listopadu 1858)
- 01. června – Nicolas Léonard Sadi Carnot, francouzský fyzik, zakladatel termodymaniky, († 24. srpna 1832)
- 10. června – Antun Mihanović, chorvatský básník († 14. listopadu 1861)
- 28. června – Karolina Amálie Augustenburská, dánská královna, manželka krále Kristiána VIII. († 9. března 1881)
- 30. června – August Breuner-Enckevoirth, rakouský šlechtic a politik německé národnosti († 24. dubna 1877)
- 02. července – Michael Thonet, německý výrobce nábytku († 3. března 1871)
- 06. července – Mikuláš I., ruský car († 2. března 1855)
- 10. července – Carl Henrik Boheman, švédský entomolog († 2. listopadu 1868)
- 16. července – Camille Corot, francouzský malíř († 22. února 1875)
- 23. července – Franz Berwald, švédský hudební skladatel a houslista († 3. dubna 1868)
- 24. července – Jiří Sasko-Altenburský, německý šlechtic († 3. srpna 1853)
- 29. července – Christian Winther, dánský pozdně romantický básník († 30. prosince 1876)
- 31. července – Jean Gaspard Deburau, francouzský mim českého původu († 17. června 1846)
- 12. srpna – Abdullah bin Abdulkadir Munshi, malajský spisovatel († 1854)
- 16. srpna – Francis Crozier, irský námořník a polárník († 1848)
- 04. září – Peter Fendi, rakouský portrétista a grafik († 28. srpna 1842)
- 10. září – Eugénie Niboyetová, francouzská spisovatelka a raná feministka († 6. ledna 1883)
- 22. září – Luisa Žofie z Danneskiold-Samsøe, dánská šlechtična a babička posledního německého císaře Viléma II. († 11. března 1867)
- 26. září
  - Ida Waldecko-Pyrmontská, německá šlechtična († 12. dubna 1869)
  - Georg Wilhelm von Walterskirchen, rakouský šlechtic a politik († 25. května 1865)
- 30. září – Bedřiška Vilemína Pruská, německá šlechtična († 1. ledna 1850)
- 11. října – August Wilhelm Julius Ahlborn, německý malíř († 24. srpna 1857)
- 24. října
  - Štefan Moyzes, slovenský katolický duchovní a banskobystrický biskup († 5. července 1869)
  - August von Platen, německý básník a dramatik († 5. prosince 1835)
  - David Roberts, skotský malíř († 25. listopadu 1864)
- 28. října – Karel Egon II. z Fürstenbergu, německý šlechtic († 22. října 1854)
- 29. října – Štefan Moyzes, slovenský biskup, pedagog a národní buditel († 5. července 1869)
- 24. listopadu – Stephan Ludwig Roth, rumunský intelektuál, spisovatel, pedagog a luteránský farář († 11. května 1849)
- 25. listopadu – Józef Jakubowski, rakouský lékař a politik polské národnosti († 16. března 1866)
- 29. listopadu – Tytus Dzieduszycki, rakouský šlechtic polské národnosti († 5. dubna 1870)
- 30. listopadu – Carl Loewe, německý hudební skladatel, zpěvák a dirigent († 20. dubna 1869)
- 01. prosince – Engelbert Eligius Richter, moravský teolog a pedagog († 3. prosince 1866)
- 03. prosince – Francis Patrick Kenrick, americký katolický arcibiskup († 8. července 1863)
- 19. prosince – Joan Aulí, španělský varhaník a skladatel († 10. ledna 1869)
- 25. prosince
  - Hugh Lee Pattinson, anglický průmyslový chemik († 11. listopadu 1858)
  - Fernán Caballero, španělská spisovatelka († 7. dubna 1877)
- 27. prosince – Mirzá Ghálib, indický lyrický básník a prozaik († 15. února 1869)
- neznámé datum
  - Anton Hofer, rakouský politik († 1869)
  - Anton Ottmayer, představitel slovenského biedermeieru († ?)
  - Hoşyar Kadın, konkubína osmanského sultána Mahmuda II. († 1859)

## Úmrtí

### Česko
- 16. ledna – Augustin Šenkýř, hudební skladatel, varhaník, gambista a houslista (* 26. prosince 1736)
- 26. října – Jacob Kolditz, houslař (* 1718)
- 31. října – Martin Tadeáš Slavíček, olomoucký teolog a pedagog (* 15. října 1719)
- 15. prosince – Václav Josef Thun-Hohenstein, šlechtic a velkostatkář (* 6. února 1737)
- neznámé datum
  - Prokop Primer, františkán působící v českých zemích (* ?)

### Svět

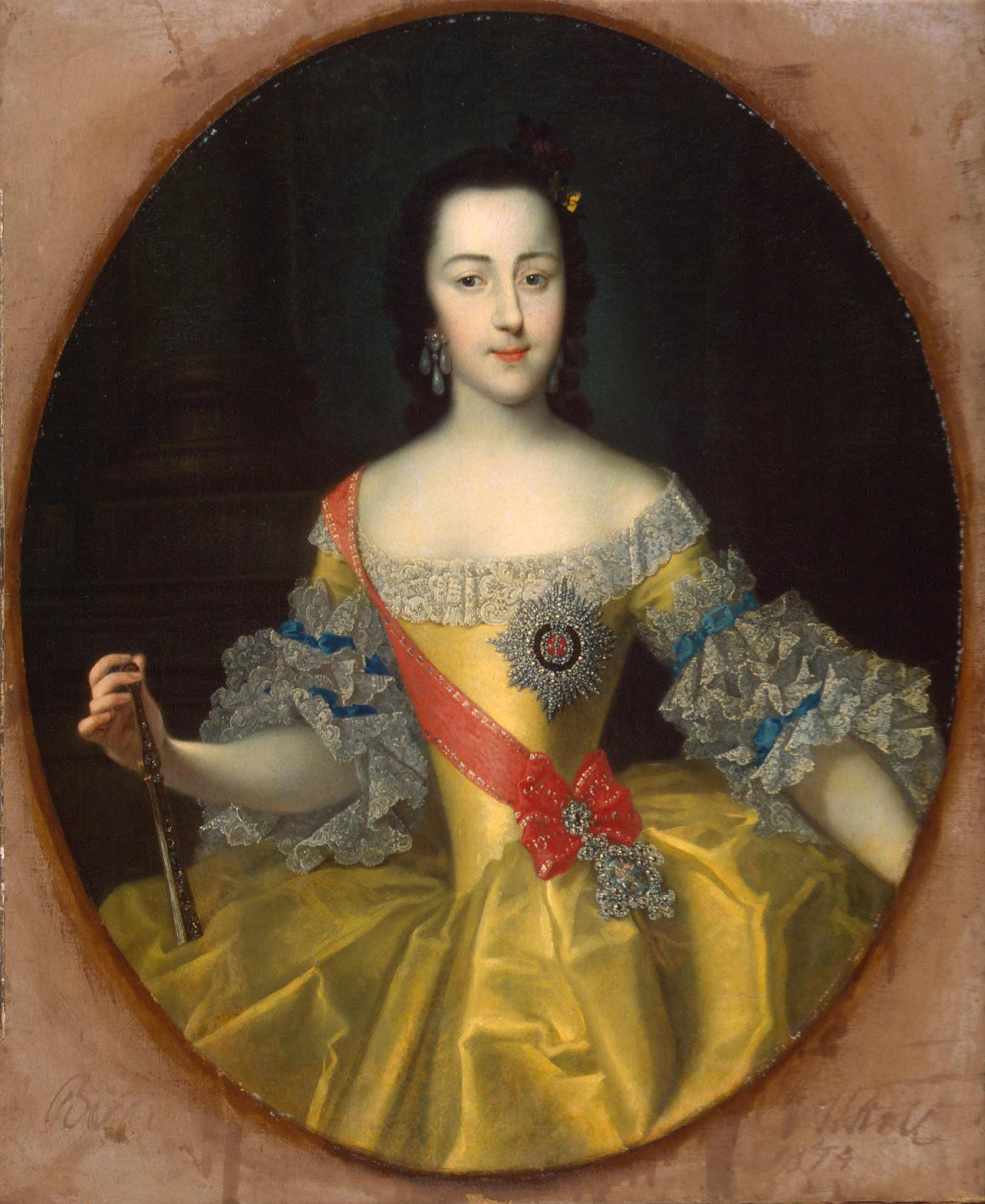
Kateřina II. Veliká († 17. listopadu)

- 01. ledna – Alexandre-Théophile Vandermonde, francouzský matematik, chemik a hudebník (* 28. února 1735)
- 05. ledna – Samuel Huntington, americký státník, politik a patriot americké revoluce (* 16. července 1731)
- 09. ledna – Giuseppe Avossa, italský hudební skladatel (* 1708)
- 22. ledna – Ján Ambrozi, slovenský náboženský spisovatel (* 5. dubna 1741)
- 16. února – Caterina Gabrielli, italská koloraturní sopranistka (* 12. listopad 1730)
- 17. února – James Macpherson, skotský básník a politik (* 27. října 1736)
- 25. února – Giovanni Battista Borghi, italský hudební skladatel (* 25. srpna 1738)
- 29. února – popraven François Athanase de Charette de la Contrie, francouzský roajalistický důstojník (* 21. dubna 1763)
- 10. března – John Forbes, britský admirál a šlechtic (* 17. července 1714)
- 22. března – Gaspare Gabellone, italský skladatel (* 12. dubna 1727)
- 30. března – Augusta Vilemína Marie Hesensko-Darmstadtská, falcko-zweibrückenská vévodkyně (* 14. dubna 1765)
- 02. dubna – Johann Rason, rakouský právník, rektor olomouckého lycea (* 10. února 1753)
- 18. dubna – Jacob Shallus, americký písař, který sepsal originál Ústavy USA (* 1750)
- 17. května – Gothards Frīdrihs Stenders, osvícenský baltsko-německý luteránský teolog (* 27. srpna 1714)
- 28. května – Karolína Stolbersko-Gedernská, německá šlechtična (* 27. června 1732)
- 08. června
  - Felice de Giardini („Degiardino“), italský houslista a skladatel (* 12. dubna 1716)
  - Jean-Marie Collot d'Herbois, francouzský herec, dramatik, esejista a politik (* 19. června 1749)
- 11. června – Nathaniel Gorham, politik a obchodník z Massachusetts (* 27. května 1738)
- 06. července – Adam Naruszewicz, polský osvícenský literát a historik (* 20. října 1733)
- 15. července – Domenico Lorenzo Ponziani, italský šachista (* 9. listopadu 1719)
- 16. července – George Howard, britský vojevůdce (* 17. června 1718)
- 21. července
  - Philip Carteret, britský námořní důstojník a objevitel (* 22. ledna 1733)
  - Robert Burns, skotský básník (* 25. ledna 1759)
- 02. srpna – Matej Butschany, slovenský fyzik a matematik (* 12. února 1731)
- 08. srpna – Franz Anton Maulbertsch, rakouský malíř a rytec (* 7. června 1724)
- 10. srpna – Friedrich Wilhelm Hohenlohe-Kirchberg, německý šlechtic (* 3. prosince 1732)
- 19. srpna – Karel Traugott Spens z Boodenu, slezský šlechtic (* ?)
- 01. září – David Murray, 2. hrabě z Mansfieldu, britský diplomat a politik (* 9. října 1727)
- 20. září
  - Gábor Dayka, maďarský preromantický básník (* 21. prosince 1769)
  - Christian Febiger, dánsko-americký voják a politik (* 19. října 1746)
- 07. října – Thomas Reid, skotský filozof (* 7. května 1710)
- 10. října – Juliana Marie Brunšvická, dánská a norská královna (* 4. září 1729)
- 16. října – Viktor Amadeus III., sardinský král a savojský vévoda (* 26. června 1726)
- 17. října – František Pavel Rigler, rakouský skladatel, pedagog a klavírista (* 1748)
- 17. listopadu – Kateřina II. Veliká, ruská carevna (* 2. května 1729)
- 16. prosince – Johann Titius, německý astronom (* 2. ledna 1729)
- 19. prosince – Petr Rumjancev, ruský hrabě a maršál (* 15. ledna 1725)
- 28. prosince – Ludvík Karel Pruský, pruský princ a syn krále Fridricha Viléma II. (* 5. listopadu 1773)
- neznámé datum
  - Gavriil Pribylov, ruský mořeplavec (* ?)
  - Šáhruch, perský šáh (* 21. března 1734)

## Hlavy států
- Francie – Direktorium (1795–1799)

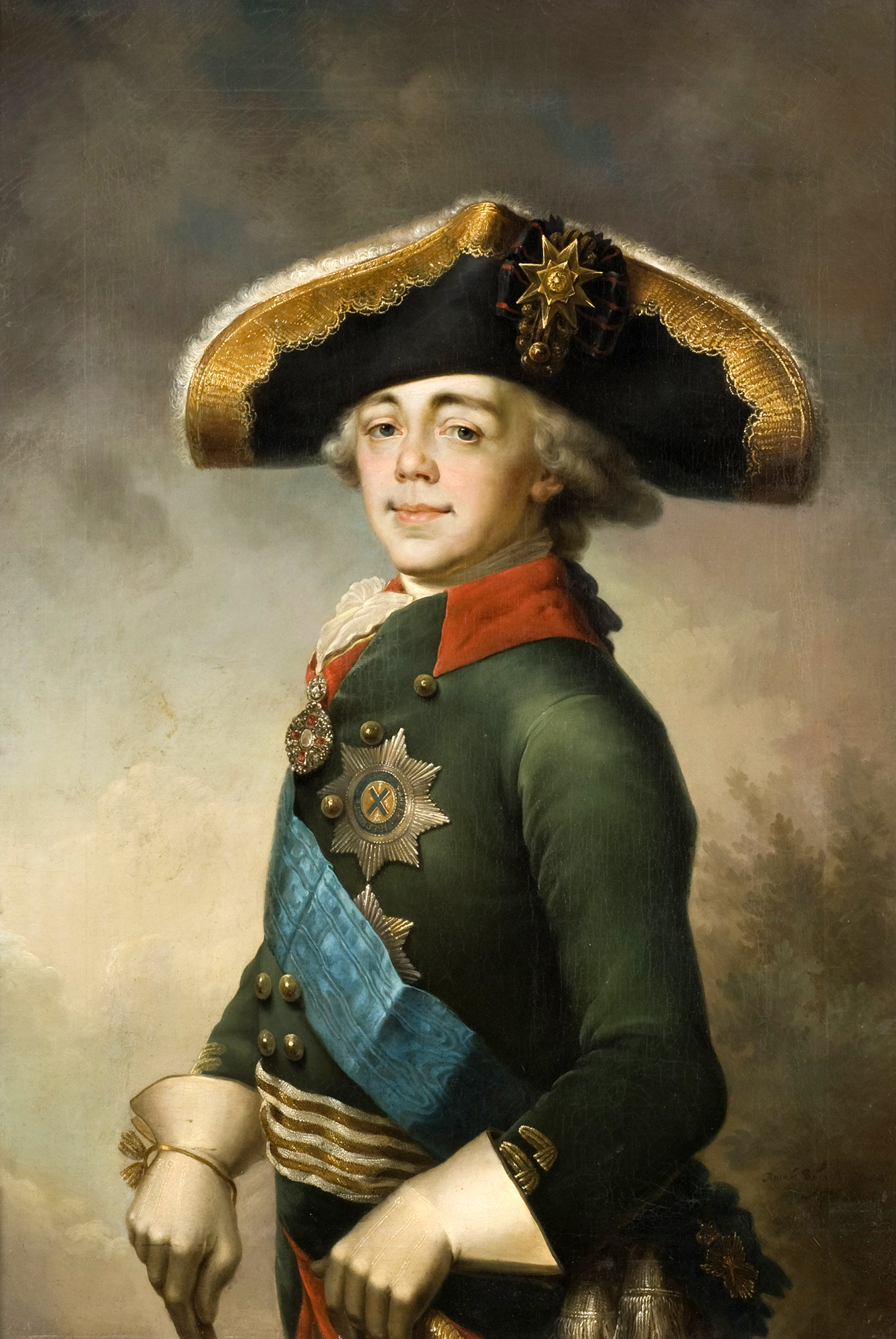
Ruským carem se stal Pavel I.

- Habsburská monarchie – František I. (1792–1806)
- Osmanská říše – Selim III. (1789–1807)
- Prusko – Fridrich Vilém II. (1786–1797)
- Rusko – Kateřina II. Veliká (1762–1796) / Pavel I. (1796–1801)
- Španělsko – Karel IV. (1788–1808)
- Švédsko – Gustav IV. (1792–1809)
- USA – George Washington (1789–1797)
- Velká Británie – Jiří III. (1760–1820)
- Papež – Pius VI. (1774–1799)
- Japonsko – Kókaku (1780–1817)